# 54 (število)
54 (štíriinpétdeset) je naravno število, za katero velja velja 54 = 53 + 1 = 55 - 1.

## V matematiki
- sestavljeno število.
- deseto Zumkellerjevo število.
- Harshadovo število.

## V znanosti
Vrstno število 54 = Te

## Drugo

### Leta
- 454 pr. n. št., 354 pr. n. št., 254 pr. n. št., 154 pr. n. št., 54 pr. n. št.
- 54, 154, 254, 354, 454, 554, 654, 754, 854, 954, 1054, 1154, 1254, 1354, 1454, 1554, 1654, 1754, 1854, 1954, 2054, 2154